# 朝日山地
朝日山地（あさひさんち）は、新潟県と山形県の県境に位置する山地。
広義には朝日山地の西縁として日本海側の海岸部の北側にある摩耶山地や蒲萄山地を含める。一方で朝日山地、摩耶山地、蒲萄山地を分けた上で3列の総称を朝日山系とする資料もある。朝日山地は朝日連峰と呼ぶこともある。

## 地理
朝日山地は大朝日岳（標高1,870.3m）を主峰とする。
大朝日岳から北の稜線には中岳（標高1,812m）、西朝日岳（標高1,814m）、竜門山 (標高1,687m)、南寒河江岳 (標高1,695m)、以東岳 (標高1,771m)  と続く。また、大朝日岳から東の稜線は小朝日岳（標高1,647m）、鳥原山（標高1,429m）と下る。
大朝日岳の南には平岩山 (標高1,603m）や祝瓶山 (標高1,417m）が位置する。大朝日岳から平岩山に続く主稜線から南東方向に分かれて、御影森山（標高1,533m）、中沢峰（標高1,343m）、八形峰（標高1,289m）、葉山（1,237m）がある。
なお、朝日山地の主峰を西朝日岳とする資料もある。

## 自然
大部分の地域が磐梯朝日国立公園区域内に含まれている。植生は標高1,200mまではブナ林が優占する。その上部の1,200m以上の高地の斜面ではミヤマナラやミネカエデなどの低木群落が優占する。
ヤマネやニホンカモシカ、ニホンツキノワグマなどの哺乳類、イヌワシやクマタカ、オオタカ、ハヤブサなどの猛禽類を含む37科101種の鳥類の生息が確認されている。このため、1984年（昭和59年）に国指定大鳥朝日鳥獣保護区（希少鳥獣生息地）に指定されている（面積38,285ha、うち特別保護地区8,611ha）。